# Stenobia pradieri
Stenobia pradieri – gatunek chrząszcza z rodziny kózkowatych i podrodziny zgrzypikowych. Jedyny przedstawiciel rodzaju Stenobia.

## Zasięg występowania
Afryka Zachodnia i Środkowa, notowany w Beninie, Kamerunie, Gabonie oraz Demokratycznej Republice Konga.